# Хошангабад (округ)
Хошангабад (хинди होशंगाबाद जिला; англ. Hoshangabad) — округ в индийском штате Мадхья-Прадеш. Административный центр — город Хошангабад. Площадь округа — 6707 км². По данным всеиндийской переписи 2001 года население округа составляло 1 084 265 человек. Уровень грамотности взрослого населения составлял 70 %, что выше среднеиндийского уровня (59,5 %). Доля городского населения составляла 30,8 %. В 1998 году из части территории округа был образован округ Харда.
В центре долины реки Нармада, в 40 км северо-восточнее Хошангабада, находится местонахождение Нармада, где был обнаружен череп Homo erectus (Narmada Skull Cap), сходный также с Homo helmei.